# Laura Hottenrott
Laura Hottenrott, née le 14 mai 1992 à Cassel, est une coureuse de fond allemande. Elle a remporté quatre titres de championne d'Allemagne dont trois en course en montagne. Elle a également remporté deux fois le marathon de la Jungfrau.

## Biographie
Fille de Kuno Hottenrott (de), entraîneur de triathlon et professeur du sport à l'Université Martin-Luther de Halle-Wittemberg, Laura Hottenrott est initiée très jeune à l'athlétisme par ce dernier qui devient également son entraîneur. Durant ses études aux États-Unis, elle poursuit sa carrière sportive en rejoignant les Eagles de Boston College,.
Le 17 octobre 2020, elle participe aux championnats du monde de semi-marathon à Gdynia. Elle effectue une solide course et se classe 26e en 1 h 10 min 49 s, établissant son nouveau record personnel sur la distance. Avec Melat Yisak Kejeta médaillée d'argent et Rabea Schöneborn 54e, elle remporte la médaille de bronze au classement par équipes.
Après s'être tournée avec succès à la course sur route et notamment au semi-marathon, elle diversifie davantage sa pratique en s'essayant à la course en montagne en 2021. Le 11 septembre, elle s'élance pour la première fois au départ d'un marathon de montagne sur le célèbre marathon de la Jungfrau. Prenant un départ rapide, elle mène la course et creuse l'écart en tête. Elle s'impose avec une confortable avance de près d'un quart d'heure sur Georgina Schwiening. Ayant manqué les qualifications pour le marathon des Jeux olympiques de 2020, elle décide de s'inscrire à la dernière minute aux championnats d'Allemagne de course en montagne à Bad Kohlgrub. Elle s'empare d'emblée des commandes de la course et parvient à creuser l'écart sur la favorite Domenika Mayer. Elle s'impose avec trente secondes d'avance sur cette dernière et remporte ainsi son premier titre national.
Le 10 septembre 2022, elle se voit voler la vedette par la Kényane Esther Chesang sur le marathon de la Jungfrau. Après avoir été menée durant la majorité de la course, elle parvient à doubler la Kényane en fin de course et remporte sa deuxième victoire avec 52 secondes d'avance sur sa rivale. Deux semaines plus tard, elle parvient à battre la jeune Blanka Dörfel pour remporter le titre de championne d'Allemagne de semi-marathon à Ulm en 1 h 12 min 35 s.
Le 29 avril 2023, elle décroche son troisième titre d'affilée de championne d'Allemagne de course en montagne à Bühlertal en menant la course de bout en bout. En juin, elle prend part aux championnats du monde de course en montagne et trail à Innsbruck. Le 7 juin, elle réalise une solide course sur l'épreuve de course en montagne en montée et parvient à doubler la Kényane Valentine Jepkoech Rutto en fin de course pour terminer au pied du podium. Avec Domenika Mayer septième et Hanna Gröber 22e, elle remporte la médaille d'argent au classement par équipes. Également engagée sur l'épreuve de trail court le lendemain, elle finit par craquer et abandonne après 30 kilomètres après avoir couru aux avant-postes sur un rythme élevé.

## Palmarès

### Route
| Année | Compétition                               | Lieu           | Place | Épreuve       | Performance     |
| ----- | ----------------------------------------- | -------------- | ----- | ------------- | --------------- |
| 2016  | Semi-marathon de Cologne                  | Cologne        | 1re   | Semi-marathon | 1 h 15 min 15 s |
| 2016  | Semi-marathon Garda Trentino              | Riva del Garda | 2e    | Semi-marathon | 1 h 16 min 41 s |
| 2017  | Semi-marathon de Cologne                  | Cologne        | 2e    | Semi-marathon | 1 h 13 min 15 s |
| 2018  | Marathon de Séville                       | Séville        | 8e    | Marathon      | 2 h 33 min 1 s  |
| 2021  | Marathon d'Enschede                       | Enschede       | 4e    | Marathon      | 2 h 28 min 2 s  |
| 2021  | Berlin 10k Invitational                   | Berlin         | 3e    | 10 kilomètres | 32 min 13 s     |
| 2021  | Marathon de Valence                       | Valence        | 28e   | Marathon      | 2 h 38 min 34 s |
| 2022  | Paderborner Osterlauf                     | Paderborn      | 2e    | 10 kilomètres | 32 min 33 s     |
| 2022  | Championnats d'Allemagne de semi-marathon | Ulm            | 1re   | Semi-marathon | 1 h 12 min 35 s |
| 2023  | Marathon de Berlin                        | Berlin         | 23e   | Marathon      | 2 h 29 min 38 s |
| 2023  | Marathon de Valence                       | Valence        | 14e   | Marathon      | 2 h 24 min 32 s |
| 2024  | Jeux olympiques                           | Paris          | 38e   | Marathon      | 2 h 31 min 19 s |
| 2025  | Marathon de Hanovre                       | Hanovre        | 2e    | Marathon      | 2 h 27 min 10 s |
| 2025  | Paderborner Osterlauf                     | Paderborn      | 3e    | 10 kilomètres | 32 min 49 s     |
| 2025  | Marathon de Düsseldorf                    | Düsseldorf     | 2e    | Marathon      | 2 h 26 min 56 s |

### Course en montagne
| no  | féminin            | Course                                               | Longueur | Départ            | Temps           |
| --- | ------------------ | ---------------------------------------------------- | -------- | ----------------- | --------------- |
| 13e | Médaille d'or      | Marathon de la Jungfrau                              | 42,2 km  | 11 septembre 2021 | 3 h 27 min 30 s |
| 40e | Médaille d'or      | Championnats d'Allemagne de course en montagne       | 7,03 km  | 18 septembre 2021 | 36 min 48 s     |
| 15e | Médaille d'or      | Marathon de la Jungfrau                              | 42,2 km  | 10 septembre 2022 | 3 h 22 min 57 s |
| 22e | Médaille d'or      | Championnats d'Allemagne de course en montagne       | 8,4 km   | 2 octobre 2022    | 54 min 19 s     |
| 25e | Médaille d'or      | Championnats d'Allemagne de course en montagne       | 9,9 km   | 29 avril 2023     | 43 min 49 s     |
| 4e  | 4e                 | Championnats du monde de course en montagne - Montée | 7,1 km   | 7 juin 2023       | 49 min 56 s     |
| 6e  | Médaille d'or      | Marathon de Zermatt                                  | 42,2 km  | 1er juillet 2023  | 3 h 26 min 57 s |
| 22e | Médaille de bronze | Course de montagne du Grossglockner                  | 13,4 km  | 9 juillet 2023    | 1 h 31 min 52 s |
| 30e | Médaille de bronze | Marathon de la Jungfrau                              | 42,2 km  | 7 septembre 2024  | 3 h 43 min 23 s |
| 14e | Médaille d'or      | Cappadocia Short Trail                               | 38,6 km  | 19 octobre 2024   | 3 h 14 min 55 s |
| 36e | Médaille d'argent  | Championnats d'Allemagne de course en montagne       | 9,7 km   | 29 juin 2025      | 1 h 11 min 12 s |
| 5e  | Médaille d'or      | Marathon de Zermatt                                  | 42,2 km  | 5 juillet 2025    | 3 h 32 min 30 s |
| 7e  | Médaille d'or      | Eiger Ultra Trail E51                                | 41 km    | 19 juillet 2025   | 4 h 13 min 38 s |
| 84e | 6e                 | Sierre-Zinal                                         | 31 km    | 9 août 2025       | 3 h 0 min 30 s  |

## Records
| Épreuve              | Épreuve              | Performance     | Date             | Lieu             |
| -------------------- | -------------------- | --------------- | ---------------- | ---------------- |
| 800 mètres           | Plein air            | 2 min 20 s 58   | 22 juin 2010     | Osterode am Harz |
| 1 500 mètres         | Plein air            | 4 min 34 s 68   | 5 juin 2016      | Salem            |
| Mile                 | En salle             | 4 min 57 s 89   | 30 janvier 2015  | Boston           |
| 3 000 mètres         | Plein air            | 9 min 27 s 70   | 31 mai 2016      | Osterode am Harz |
| 3 000 mètres         | En salle             | 9 min 17 s 08   | 12 février 2016  | Boston           |
| 5 000 mètres         | Plein air            | 15 min 55 s 87  | 1er mai 2016     | Palo Alto        |
| 5 000 mètres         | En salle             | 15 min 47 s 28  | 5 décembre 2015  | Boston           |
| 10 000 mètres        | 10 000 mètres        | 33 min 43 s 41  | 7 mai 2016       | Celle            |
| 3 000 mètres steeple | 3 000 mètres steeple | 10 min 35 s 39  | 19 avril 2012    | Walnut           |
| 5 kilomètres         | 5 kilomètres         | 16 min 4 s      | 24 avril 2022    | Malaga           |
| 10 kilomètres        | 10 kilomètres        | 32 min 13 s     | 7 mars 2021      | Berlin           |
| 15 kilomètres        | 15 kilomètres        | 51 min 1 s      | 31 décembre 2019 | Soest            |
| Semi-marathon        | Semi-marathon        | 1 h 10 min 49 s | 17 octobre 2020  | Gdynia           |
| Marathon             | Marathon             | 2 h 24 min 32 s | 3 décembre 2023  | Valence          |